# Ambassade de Guinée en Inde
L'ambassade de Guinée en Inde est la mission diplomatique officielle de la république de Guinée en République de l'Inde, située à New Delhi.

## Liste des ambassadeurs
| N° | Nom et prénoms  | titre de fonction   | Début           | Fin             |
| -- | --------------- | ------------------- | --------------- | --------------- |
| 01 | Fatoumata Baldé | ambassadeur         | septembre 2018  | 4 février 2022  |
| 02 | Aminata Thiam   | Chargé des affaires | 9 février 2022  | 24 janvier 2024 |
| 03 | Alhassane Conté | Ambassadeur         | 24 janvier 2024 | En cours        |

## Voir également
- Relations Inde-Guinée
- Liste des missions diplomatiques en Inde
- Liste des missions diplomatiques de la Guinée

## Liens
- https://www.embassypages.com/guinee-ambassade-newdelhi-inde